# Isochariesthes ugandicola
Isochariesthes ugandicola là một loài bọ cánh cứng trong họ Cerambycidae.